# Pseudolais
Pseudolais ist eine Gattung aus der Familie der Haiwelse, die die beiden Arten: Pseudolais micronemus und Pseudolais pleurotaenia umfasst. Beide kommen in Südostasien im Mekong und anderen Flüssen vor und werden kommerziell befischt. 
Die Gattung Pseudolais, häufig mit dem jüngeren Synonym Pteropangasius bezeichnet, wurde aus der Gattung Pangasius aufgrund morphologischer und molekularer Unterschiede ausgegliedert, wird allerdings manchmal noch als Untergattung geführt. Neben dem typischen Körperbau der Haiwelse  mit schuppenlosem, langgestreckten Körper, kurzer Rückenflosse mit Stachel und langer Afterflosse weist sich die Gattung Pseudolais durch eine Reihe von Merkmalen aus: Der Rumpf ist auf der gesamten Länge des Abdomen gekielt. Die Augen sind groß. Der Körper trägt auf den Flanken zwei Streifen entlang der Seitenlinie, die sich an der Basis der Brustflossen treffen. Die eine  Schwimmblase ist vierlappig, mit segmentiertem vierten Lappen.